# Кирсанова, Нина Александровна
Нина Александровна Кирсанова (1899—1980) — советский учитель. Заслуженный учитель школы РСФСР (1963). Герой Социалистического Труда (1949).

## Биография
Родилась 30 декабря 1898 года в городе Санкт-Петербург в семье учителя.
В 1917 году окончила Мариинскую женскую гимназию. С 1917 года начала свою трудовую деятельность учителем в 1-м Петроградском детском доме (впоследствии 24-я Ленинградская средняя школа имени И. А. Крылова).
С 1920 по 1925 годы без отрыва от основной работы обучалась на физико-математическом факультете Петроградского педагогического института имени А. И. Герцена.
В период Великой Отечественной войны, оставшись в блокадном Ленинграде, Н. А. Кирсанова вместе со своими учениками была на оборонительных работах, рыла окопы, дежурила на крыше школы, тушила зажигательные бомбы и спасала от пожаров имущество школы. В 1942 году Н. А. Кирсанова совместно с учениками собирала кухонную посуду для эвакуационного госпиталя № 1015, располагавшегося в здании НИИ акушерства и гинекологии имени Д. О. Отта, активно работала в подсобных хозяйствах Всеволожского района Ленинградской области. При всех трудностях Н. А. Кирсанова в 1942 году выпустила свой очередной 10-й класс.
С 1942 по 1945 годы Н. А. Кирсанова была эвакуирована и работала учителем математики в Череповецкой средней школе. С 1944 года после снятия блокады, вернулась в Ленинград и продолжила трудиться в 24-й средней школе.
4 декабря 1948 года «за выдающиеся достижения в труде и многолетний безупречный труд» Указом Президиума Верховного Совета СССР Нина Александровна Кирсанова была награждена Орденом Ленина.
Помимо педагогической деятельности Н. А. Кирсанова являлась председателем методического объединения учителей математики Василеостровского района города Ленинграда и возглавляла методическую комиссию города Ленинграда в Институте усовершенствования учителей.
7 марта 1960 года Указом Президиума Верховного Совета СССР «в ознаменование 50-летия Международного женского дня, за выдающиеся достижения в труде и особо плодотворную общественную деятельность» Нина Александровна Кирсанова был удостоен звания Героя Социалистического Труда с вручением Ордена Ленина и золотой медали «Серп и Молот».
В 1963 году Указом Президиума Верховного Совета РСФСР «за заслуги в педагогической и воспитательной деятельности» Нина Александровна Кирсанова была удостоена звания — Заслуженный учитель школы РСФСР.
Продолжала работать в 24-й Ленинградской средней школе до 1974 года.
Помимо основной деятельности была делегатом Всесоюзного съезда учителей (1960), депутатом Ленинградского городского Совета депутатов трудящихся шести созывов и Василеостровского районного Совета депутатов двух созывов. В 1958 году избиралась членом Ленинградской городской Окружной избирательной комиссии по выборам в Совет Национальностей от РСФСР.
С 1974 года вышла на заслуженный отдых — персональный пенсионер союзного значения. Жила в Ленинграде. Умерла 16 июля 1980 года. Похоронена на кладбище городского крематория.

## Награды
- Медаль «Серп и Молот» (07.03.1960)
- Два Ордена Ленина (04.12.1948, 07.03.1960)
- Медаль «За трудовую доблесть» (11.07.1960)

### Звание
- Заслуженный учитель школы РСФСР (1963)
- Отличник народного просвещения РСФСР (1947)